# Safiye Sultan (figlia di Mustafa II)
Safiye Sultan (turco ottomano: صفیہ سلطان, lett. "purezza"; Edirne o Belgrado, 13 ottobre 1696 – Costantinopoli, 15 maggio 1778) è stata una principessa ottomana, figlia del sultano Mustafa II e sorellastra dei sultani Mahmud I e Osman III.

## Biografia

### Origini
Safiye Sultan nacque il 13 ottobre 1696. Al momento della sua nascita suo padre era in viaggio in Austria e parte del suo harem lo attendeva a Belgrado, mentre il resto era rimasto a Edirne. Perciò Safiye potrebbe essere nata a Belgrado o a Edirne. 
Suo padre era il sultano ottomano Mustafa II, mentre non è noto il nome di sua madre, anche se è probabile che fosse Afife Kadin. 
Nel 1703 suo padre fu deposto a favore di suo fratello minore Ahmed III e lei, con le sorellastre, rinchiusa nel Vecchio Palazzo fino al suo matrimonio.

### Matrimoni
Safiye si sposò quattro volte:
- Il 6 maggio 1710 sposò Maktulzade Ali Pasha, figlio di Kara Mustafa Pascià e beylerbey di Adana. Come per le sue sorelle, Ayşe Sultan ed Emine Sultan, i due erano fidanzati da anni ma il matrimonio dovette essere posticipato a causa della deposizione di suo padre. Dopo il matrimonio, Ali fu nominato governatore  dell'Eyalet di Diyarbekir. Da lui, Safiye ebbe due figli e una figlia. Rimase vedova nel 1723[4][5][6].
- Il primo luglio 1726 sposò Mirzazade Mehmed Pasha, da cui ebbe un figlio. Rimase vedova nel 1728[7][8].
- Nel 1730 sposò il Gran Visir Kara Mustafa Pasha, e rimase vedova nel 1736[7][8][9].
- Nel 1740 sposò Ebu Bekr Pasha. Rimase vedova nel 1759. Non si risposò più e visse in libertà i suoi ultimi vent'anni[9][8].

### Beneficenza
Safiye Sultan commissionò delle vakfs, ovvero delle letture coraniche, nelle mosche Hagia Sofia, Şehzade, Sultan Bayezid e Yeni Valide. Costruì una fontana vicino alla moschea Bulgurlu di Üsküdar, e una seconda tra Paşabahçe e Tepeköy sul Bosforo, completata nel 1780, dopo la sua morte. 

## Discendenza
Safiye Sultan ebbe tre figli e una figlia.  
Dal suo primo matrimonio, Safiye ebbe due figli e una figlia: 
- Sultanzade Ebubekr Bey (? - ?).
- Sultanzade Bayezid Bey (? - ?).
- Zahide Hanımsultan (1722 - 6 febbraio 1790). Sposò Elhac Süleyman Bey, figlio di Ebu Bekr Efendi. Venne sepolta accanto alla madre.

Dal suo secondo matrimonio, Safiye ebbe un figlio:
- Sultanzade Sadik Mehmed Bey (1727 - 1780).

## Morte
Safiye Sultan morì il 15 maggio 1778, a 82 anni, il che la rese una delle principesse ottomane più longeve. 
Venne sepolta nel cortile del mausoleo Hafsa Sultan (madre di Solimano I), fuori dalla moschea di Yavuz Selim. 